# بيكو دي جايو

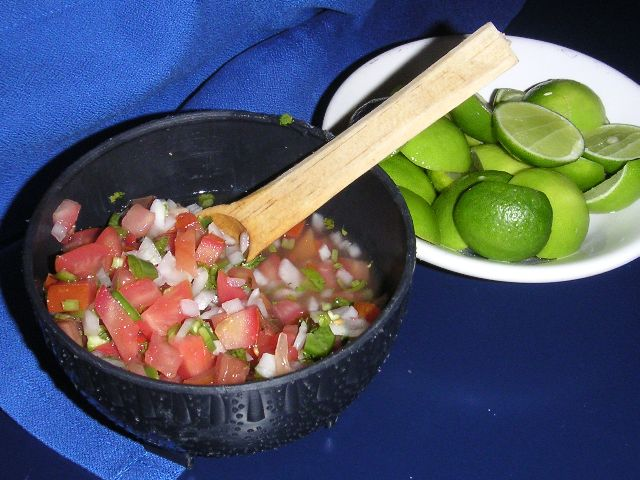
بيكو دي جايو

بيكو دي جايو (تلفظ بالإسبانية: ‎/ˈpiko ðe ˈgaʎo/‏ وتعني حرفيًا: منقار الديك)، تسمى أيضًا صلصة فريسكا وصلصة كرودا، هي نوع من أنواع الصلصات الشائعة في المطبخ المكسيكي. تُحضر تقليديًا من الطماطم المقطعة والبصل وفلفل سيرانو (يمكن استبداله بفلفل هالبينو أو فليفلة صينية، مع ملح وعصير الليمون والكزبرة.
تُستخدام صلصة بيكو دي جايو كباقي الصلصات المكسيكية السائلة الأخرى. نظرًا لاحتوائها على كمية أقل من السوائل، فإنها مكون أساسي في سندويشات التاكو والفاهيتا.
توجد أنواع مختلفة من الصلصات المصنوعة من الطماطم التي يُطلق عليها اسم «صلصة بيكادا» (صلصة مفرومة \ مقطعة). يطلق عليها في المكسيك عادةً اسم «صلصة مكسيكانا» (صلصة مكسيكية). بما أن ألوان الطماطم الحمراء والبصل الأبيض والفلفل الأخضر والكزبرة تعكس ألوان العلم المكسيكي، فإنها تسمى أيضًا صلصة بانديرا (صلصة العلم).
في مناطق مكسيكية مختلفة، يُطلق اسم بيكو دي جايو على مجموعة متنوعة من السلطات (بما في ذلك سلطات الفواكه)، الصلصة، أو الحشوات المصنوعة من الطماطم، توماتيلو، الأفوكادو، البرتقال، هيكاما، الخيار، البابايا، أو الفلفل الحريف. يضاف عصير الليمون إلى المكونات مع الصلصة الحارة أو صلصة التشاموي حسب الذوق، ورشة من مسحوق الفلفل الحار المالح.

## أصل الكلمة
حسب ما ذكرته الكاتبة شارون تايلر هيربست، سُميت بيكو دي جايو («منقار الديك») لأن الناس في الأصل كانوا يأكلون الصلصة عن طريق مسك المكونات بين الإبهام والسبابة كما يأكل الديك بمنقاره.
في كتابهما الطبخ المكسيكي الأصيل: الطهي الإقليمي من قلب المكسيك، خمن كل من ريك بايليس ودين جروين أن الاسم مُستمد من الشبه بين مظهر الصلصة ومكوناتها المقطعة وطعام الطيور.
يرجح العديد من السكان الأصليين في سونورا في المكسيك إلى أن أصل التسمية يعود للشبه بين فلفل سيرانو ومنقار الديك.